# 寺島・鈴木のちょっとこいや♥
寺島・鈴木のちょっとこいや♥（てらしま・すずきのちょっとこいや）は、超!放送局で2007年2月21日 - 2008年1月30日まで展開されていたWebラジオコンテンツ。

## 概要

### パーソナリティ
- 寺島拓篤 番組内では、拓ムン・寺島ノウジ・テラシMaxなど呼ばれる。ニックネームが定着しないどころか、番組後半には忘れてしまう。
- 鈴木智晴 番組内では、スージー・スズキングなど呼ばれる。ニックネームが定着せず、ゲストの吉野裕行に怒られる。

### 配信
- 配信期間：2007年2月21日 - 2008年1月30日
- 配信サイト：超!放送局
- 配信日：毎週水曜日19:00更新
- 配信期間：配信スタート日より、4週間

### イベント
- 2007年9月2日（日曜日）『ちょっとこいや出張版』

昼の部ゲスト：小山力也、遊佐浩二。夜の部ゲスト：宮田幸季、遊佐浩二。
番組初の公開録音だが、提供もとのCDを買った人のみのイベントの為、番組はおろかこの二人のことをまったく知らない観客も多かった。

### スペシャル
- 29回では3クール目突入スペシャルと銘打ち、無謀にもゲスト無しで収録を行う。

「二人がどの位成長できたか?」を図る為に様々な問題に挑戦するも惨敗。スピリタスを飲まされる。
- 44回では寺島拓篤誕生日スペシャルと銘打ち、無謀にもゲスト無しで収録を行う。

寺島VS鈴木の「誕生日プレゼント」争奪戦で様々なゲームに挑戦する。勝者にはドラえもん秘密道具が与えられ、敗者にはボウリングボールがプレゼントされた。

### 罰金
- ゲストに話を振らない、行き過ぎたエロトーク、提供クレジットをかんだり、必要な情報を読み間違えたりすると 1NG＝500円の罰金。

第9回川原慶久ゲストより登場する。 （ゲストは免除される為、引っ掛け・エロトークへの方向転換などやりたい放題。但し、最終回は罰金制度対象外）
貯金箱は2代目まで登場。罰金総額は、寺島が13,000円（26回）、鈴木が15,000円（30回）、スタッフ1,000円（2回）
初代貯金箱は、『ちょっとこいや出張版』にて衣装代にて、2代目貯金箱は、最終回リスナープレゼントにて使われた。

## コーナー
Calling!
その名の如く電話でのトーク。辛かったり、悲しかったりする時、電話の向こうからどんな励ましの声を与えて欲しいですか？そんな様々なパターンの電話でのやりとりを紹介していくコーナー。
キヨショー会議室
世の中的にはどうでもいいようなテーマについて大人の男3人がかりで、真剣に話し合う。男の本音を吐露していく羞恥心をかなぐり捨てるコーナー。
今日のエレベーター
寺島拓篤が一息で怒りを伝える。
ブランドインフォメーション
提供もとの新作情報を伝えるが、たびたび脱線する。高城元気ゲスト回から「キャラになりきって」など無茶振りを始める。
今週のメール～♪
放送外HPコーナー リスナーの葉書に答える

## 提供クレジット
毎週変わる前クレジットを鈴木、後クレジットを寺島が担当。間違えても・噛んでもそのまま流す。
- 第1回 「お耳の恋人」
- 第2回 「見た目ではなく、中身重視」
- 第3回 「トップブリーダー推奨」
- 第4回 「校長先生ならびに、来賓の長い挨拶撲滅キャンペーン中」
- 第5回 「え～、次はドラマCDのRio。ドラマCDのRio」
- 第6回 「食前、食後、食間に」
- 第7回 「新着メールはいつもメルマガ」
- 第8回 「ホップ、ステップ、着地」
- 第9回 「ちくわの真ん中に入れるのは、勿論これだよね」
- 第10回 「ここにサイン書いてくれない？婚姻届にさ」
- 第11回 「何でゴールデンウィーク出掛け無いの? 体力温存だよ」
- 第12回 「うるさい口は、俺の口でふさいじゃうぞ CHU」
- 第13回 「二の腕がプルプルしたって良いじゃない」
- 第14回 「机の中はパンの耳ワンダーランド」
- 第15回 「な、な、な、何もしないから、ちょ、ちょ、ちょ、ちょっと家に上がっていかない？」
- 第16回 「空手チョップから始まる恋もある」
- 第17回 鈴木：「恋愛のさしすせそ教えてあげるよ。さ、さりげない優しさ。し、周囲に人も居ないし。す、素敵な夜を。せ、せかさないでホラ。そ、そんな具合で今夜もよろしく。」寺島：「恋愛のさしすせそ教えてあげるよ。さ、寂しさに震え。し、しっとりと濡れた枕。す、すれ違う想い。せ、背中合わせの心。そ、そっと寄り添う二人。」
- 第18回 「僕の中学時代のジャージは、現在お母さんの部屋着（洗濯着：鈴木智晴）です。」
- 第19回 「スリー、ツー、ワン。キャッスル！キャッスル！」
- 第20回 「乗客に戦国武将は居ませんでした、居ませんでした、居ませんでした。」
- 第21回 鈴木：「拓ムンの好きなところは、寝顔か可愛いところ。嫌いなところは、寝るのが早いところかな？」寺島：「鈴木ちゃんの好きなところは、ウザイところ。鈴木ちゃんの嫌いなところは、ウザイところ。」
- 第22回 「プリンに醤油をかけると、僕のキスの味」
- 第23回 「コラー、そこのお嬢ちゃん。プールに飛び込まない！飛び込むなら、僕の胸においで」
- 第24回 「よ、よ、よ、よ、よかったら、サ、サ、サ、サ、サンオイル塗りましょうか？」
- 第25回 「当たり付きのアイスを買ったら、粉々でした。」
- 第26回 「バファリンの半分は、僕の【ため息：鈴木】【怒り：寺島】で出来ています。」
- 第27回 「リスナーの皆様ぁぁぁぁ、ファールボールにご注意下さいぃぃぃぃ。」
- 第28回 「僕の生活は随分と、3秒ルールに助けられています。」
- 第29回 「将来は、フローラルな加齢臭を放つ【涎が出ちゃった…：寺島】オジサンになりたいです。」
- 第30回 「公開録音という事で、僕の秘密も公開しちゃいます。初恋の相手は、確か【しばたさん：鈴木】【まゆみちゃん：寺島】でした。」
- 第31回 「遠足の班決めで、いつも余るタイプでした。」
- 第32回 「隣の竹垣に竹立てかけたのは、竹立てかけたかったから、竹立てかけたのさ。」
- 題33回 「あぁ、レシートは要らないです。それよりも、君の愛が欲しいな。」
- 題34回 「くそー、オレの時だけ自動ドアが反応しない。」
- 第35回 「まぁ、あの。家では基本的に全裸ですね。あぁ、今想像したでしょ？H!」
- 第36回 「今回のゲストは、女性用下着のカタログを見て興奮する人です。（でした。）」
- 第37回 「トイレに入った時、身震いするようになると、あ～、秋だなぁ…と秋を実感しますよね」
- 第38回 「【福岡県のいいところは、94年のレスリングどんたくin福岡ドームで初めてマサ斎藤がプロレスの実況解説をしました：鈴木】【94年のレスリングどんたくin福岡ドームで初めてマサ斎藤がプロレスの実況解説をしたらしいですが、僕はそんな事知りません。福岡は美人が多い事で有名ですが、僕は本当にそう思いました：寺島】」

## ゲスト
- 第1、2回 堀内賢雄
- 第3、4回 吉野裕行
- 第5、6回 小杉十郎太（小杉林十郎子）
- 第7、8回 遊佐浩二
- 第9、10回 川原慶久
- 第11、12回 安元洋貴
- 第13、14回 緑川光
- 第15、16回 吉野裕行
- 第17、18回 高城元気
- 第19、20回 檜山修之
- 第21、22回 千葉進歩
- 第23、24回 山本泰輔
- 第25、26回 岸尾だいすけ
- 第27、28回 大川透
- 第29回 スペシャル☆ ゲスト写真は、スピリタス
- 第30回 小山力也 遊佐浩二
- 第31回 宮田幸季 遊佐浩二
- 第32、33回 平川大輔
- 第34回、35回 下野紘
- 第36回、37回 鈴木達央
- 第38回、39回 大須賀純
- 第40回、41回 細谷佳正
- 第42回、43回 甲斐田ゆき（番組初女性ゲスト）
- 第44回 スペシャル☆ ゲスト写真は、ボウリングボール
- 第45回、46回 越田直樹
- 第47回 堀内賢雄
- 最終回 吉野裕行